# Plagiocheilus
Plagiocheilus là một chi thực vật có hoa thuộc họ Asteraceae. Nó hiện được xếp vào tông Astereae, nhưng trong quá khứ nó nằm trong tông Anthemideae.

## Danh sách loài
Chi này có các loài sau:
- Plagiocheilus bogotensis (Kunth) Wedd.
- Plagiocheilus frigidus Poepp.
- Plagiocheilus peduncularis (Kunth) Wedd.
- Plagiocheilus solivaeformis DC.
- Plagiocheilus tanacetoides Haenke ex DC.